# Cuba ved sommer-OL 2024
Cuba deltog i sommer-OL 2024 i Paris, Frankrig, fra den 26. juli til den 11. august 2024.
Udøvere for Cuba vandt totalt ni medaljer.

## Medaljer
| 2024 Paris | Guld | Sølv | Bronze | Total |
| Cuba       | 2    | 1    | 6      | 9     |

### Medaljevinderne
| Cuba under sommer-OL 2024 i Paris | Cuba under sommer-OL 2024 i Paris | Cuba under sommer-OL 2024 i Paris | Cuba under sommer-OL 2024 i Paris | Cuba under sommer-OL 2024 i Paris |
| Medalje                           | Navn                              | Sport                             | Event                             | Dato                              |
| --------------------------------- | --------------------------------- | --------------------------------- | --------------------------------- | --------------------------------- |
| Guld                              | Mijaín López                      | Brydning                          | Men's Greco-Roman 130 kg          | 6. august                         |
| Guld                              | Erislandy Álvarez                 | Boksning                          | Mændenes 63.5 kg                  | 7. august                         |
| Sølv                              | Yusneylys Guzmán                  | Brydning                          | Women's freestyle 50 kg           | 7. august                         |
| Bronze                            | Arlen López                       | Boksning                          | Herrernes 80 kg                   | 4. august                         |
| Bronze                            | Gabriel Rosillo                   | Brydning                          | Men's Greco-Roman 97 kg           | 7. august                         |
| Bronze                            | Luis Orta                         | Brydning                          | Mændenes 67 kg græsk-romersk stil | 8. august                         |
| Bronze                            | Yarisleidis Cirilo                | Kano og kajak                     | Women's C-1 200 m                 | 10. august                        |
| Bronze                            | Rafael Alba                       | Taekwondo                         | Men's +80 kg                      | 10. august                        |
| Bronze                            | Milaimys Marín                    | Brydning                          | Women's freestyle 76 kg           | 11. august                        |